# Gunnar Andersson i Rossvik
Gunnar Aron Andersson, i riksdagen Andersson i Rossvik, född 18 maj 1901 i Masthuggs församling, Göteborg, död 9 mars 1964 i Arild, Brunnby församling, Kristianstads län, var en svensk agronom och politiker (högerpartist).
Andersson var ledamot av första kammaren från 1943, invald i Södermanlands läns och Västmanlands läns valkrets.